# Nasr (nom)
Nasr és un nom masculí àrab (àrab: نصر, Naṣr) que significa ‘victòria’, ‘triomf’, però també ‘ajuda’, ‘suport’. Si bé Nasr és la transcripció normativa en català del nom en àrab clàssic, també se'l pot trobar transcrit d'altres maneres.
Combinat amb la paraula «Déu», Nasr-Al·lah (àrab: نصر الله, Naṣr Allāh, ‘Defensor de Déu’), és un nom teòfor especialment comú entre els àrabs cristians i entre els musulmans xiïtes. També se'l pot trobar transcrit Nasrallah, Nasral·là, Nasrullah...
Combinat amb l'article, al-, i el mot «pare», Abu, forma una kunya honorífica, Abu-n-Nasr (àrab: أبو النصر, Abū n-Naṣr, literalment ‘Pare de la Victòria’), relativament habitual entre diversos dirigents islàmics.
Combinat amb les paraules «religió» i «dinastia», Nasr-ad-Din (àrab: نصر الدين, Naṣr ad-Dīn, ‘Victòria de la Religió’) i Nasr-ad-Dawla (àrab: نصر الدولة, Naṣr ad-Dawla, ‘Victòria de la Dinastia’), forma dos làqabs o títols emprats per diversos governants musulmans. També se'ls pot trobar transcrits Nasruddin, Nasreddin, Nasrudin... El làqab Nasr-ad-Din o, segons una forma més catalanitzada, Nasreddín, és un dels noms que rep, en àrab, un cèlebre personatge mític de la cultura araboislàmica.
Nasr ha donat nom a la dinastia nassarita de Gharnata, també coneguda com a nàsrida, ja que el seu epònim fou Muhàmmad ibn Yússuf ibn Nasr.
Vegeu aquí personatges i llocs que duen el nom Nasr (incloent Abu-Nasr).
Vegeu aquí personatges i llocs que duen el nom Nasr-Al·lah.
Vegeu aquí personatges i llocs que duen el làqab Nasr-ad-Dawla.
Vegeu aquí personatges i llocs que duen la kunya honorífica Abu-n-Nasr.